# Mã quốc gia: D-E
- A
- B
- C
- D–E
- F
- G
- H–I
- J–K
- L
- M
- N
- O–Q
- R
- S
- T
- U–Z

## Đan Mạch
| ISO 3166-1 numeric 208        | ISO 3166-1 alpha-3 DNK | ISO 3166-1 alpha-2 DK              | Tiền tố mã sân bay ICAO EK                   |
| Mã E.164 +45                  | Mã quốc gia IOC DEN    | Tên miền quốc gia cấp cao nhất .dk | Tiền tố đăng ký sân bay ICAO OY-             |
| Mã quốc gia di động E.212 238 | Mã ba ký tự NATO DNK   | Mã hai ký tự NATO (lỗi thời) DA    | Mã MARC LOC DK                               |
| ID hàng hải ITU 219, 220      | Mã ký tự ITU DNK       | Mã quốc gia FIPS DA                | Mã biển giấy phép DK                         |
| Tiền tố GTIN GS1 570-579      | Mã quốc gia UNDP DEN   | Mã quốc gia WMO DN                 | Tiền tố callsign ITU 5PA-5QZ,OUA-OZZ,XPA-XPZ |

## Djibouti
| ISO 3166-1 numeric 262        | ISO 3166-1 alpha-3 DJI | ISO 3166-1 alpha-2 DJ              | Tiền tố mã sân bay ICAO HD               |
| Mã E.164 +253                 | Mã quốc gia IOC DJI    | Tên miền quốc gia cấp cao nhất .dj | Tiền tố đăng ký sân bay ICAO J2-         |
| Mã quốc gia di động E.212 638 | Mã ba ký tự NATO DJI   | Mã hai ký tự NATO (lỗi thời) DJ    | Mã MARC LOC FT                           |
| ID hàng hải ITU 621           | Mã ký tự ITU DJI       | Mã quốc gia FIPS DJ                | Mã biển giấy phép DJI (không chính thức) |
| Tiền tố GTIN GS1 —            | Mã quốc gia UNDP DJI   | Mã quốc gia WMO DJ                 | Tiền tố callsign ITU J2A-J2Z             |

## Dominica
| ISO 3166-1 numeric 212        | ISO 3166-1 alpha-3 DMA | ISO 3166-1 alpha-2 DM              | Tiền tố mã sân bay ICAO TD       |
| Mã E.164 +1 767               | Mã quốc gia IOC DMA    | Tên miền quốc gia cấp cao nhất .dm | Tiền tố đăng ký sân bay ICAO J7- |
| Mã quốc gia di động E.212 356 | Mã ba ký tự NATO DMA   | Mã hai ký tự NATO (lỗi thời) DO    | Mã MARC LOC DQ                   |
| ID hàng hải ITU 325           | Mã ký tự ITU DMA       | Mã quốc gia FIPS DO                | Mã biển giấy phép WD             |
| Tiền tố GTIN GS1 —            | Mã quốc gia UNDP DMI   | Mã quốc gia WMO DO                 | Tiền tố callsign ITU J7A-J7Z     |

## Cộng hòa Dominica
| ISO 3166-1 numeric 214          | ISO 3166-1 alpha-3 DOM | ISO 3166-1 alpha-2 DO              | Tiền tố mã sân bay ICAO MD       |
| Mã E.164 +1 809, +1 829, +1 849 | Mã quốc gia IOC DOM    | Tên miền quốc gia cấp cao nhất .do | Tiền tố đăng ký sân bay ICAO HI- |
| Mã quốc gia di động E.212 370   | Mã ba ký tự NATO DOM   | Mã hai ký tự NATO (lỗi thời) DR    | Mã MARC LOC DR                   |
| ID hàng hải ITU 327             | Mã ký tự ITU DOM       | Mã quốc gia FIPS DR                | Mã biển giấy phép DOM            |
| Tiền tố GTIN GS1 746            | Mã quốc gia UNDP DOM   | Mã quốc gia WMO DR                 | Tiền tố callsign ITU HIA-HIZ     |

## Ecuador
| ISO 3166-1 numeric 218        | ISO 3166-1 alpha-3 ECU | ISO 3166-1 alpha-2 EC              | Tiền tố mã sân bay ICAO SE       |
| Mã E.164 +593                 | Mã quốc gia IOC ECU    | Tên miền quốc gia cấp cao nhất .ec | Tiền tố đăng ký sân bay ICAO HC- |
| Mã quốc gia di động E.212 740 | Mã ba ký tự NATO ECU   | Mã hai ký tự NATO (lỗi thời) EC    | Mã MARC LOC EC                   |
| ID hàng hải ITU 735           | Mã ký tự ITU EQA       | Mã quốc gia FIPS EC                | Mã biển giấy phép EC             |
| Tiền tố GTIN GS1 786          | Mã quốc gia UNDP ECU   | Mã quốc gia WMO EQ                 | Tiền tố callsign ITU HCA-HDZ     |

## Ai Cập
| ISO 3166-1 numeric 818        | ISO 3166-1 alpha-3 EGY | ISO 3166-1 alpha-2 EG              | Tiền tố mã sân bay ICAO HE                   |
| Mã E.164 +20                  | Mã quốc gia IOC EGY    | Tên miền quốc gia cấp cao nhất .eg | Tiền tố đăng ký sân bay ICAO SU-             |
| Mã quốc gia di động E.212 602 | Mã ba ký tự NATO EGY   | Mã hai ký tự NATO (lỗi thời) EG    | Mã MARC LOC UA                               |
| ID hàng hải ITU 622           | Mã ký tự ITU EGY       | Mã quốc gia FIPS EG                | Mã biển giấy phép ET                         |
| Tiền tố GTIN GS1 622          | Mã quốc gia UNDP EGY   | Mã quốc gia WMO EG                 | Tiền tố callsign ITU 6AA-6BZ,SSA-SSM,SUA-SUZ |

## El Salvador
| ISO 3166-1 numeric 222        | ISO 3166-1 alpha-3 SLV | ISO 3166-1 alpha-2 SV              | Tiền tố mã sân bay ICAO MS            |
| Mã E.164 +503                 | Mã quốc gia IOC ESA    | Tên miền quốc gia cấp cao nhất .sv | Tiền tố đăng ký sân bay ICAO YS-      |
| Mã quốc gia di động E.212 706 | Mã ba ký tự NATO SLV   | Mã hai ký tự NATO (lỗi thời) ES    | Mã MARC LOC ES                        |
| ID hàng hải ITU 359           | Mã ký tự ITU SLV       | Mã quốc gia FIPS ES                | Mã biển giấy phép ES                  |
| Tiền tố GTIN GS1 741          | Mã quốc gia UNDP ELS   | Mã quốc gia WMO ES                 | Tiền tố callsign ITU HUA-HUZ, YSA-YSZ |

New Delhi is 011

## Guinea Xích Đạo
| ISO 3166-1 numeric 226        | ISO 3166-1 alpha-3 GNQ | ISO 3166-1 alpha-2 GQ              | Tiền tố mã sân bay ICAO FG              |
| Mã E.164 +240                 | Mã quốc gia IOC GEQ    | Tên miền quốc gia cấp cao nhất .gq | Tiền tố đăng ký sân bay ICAO 3C-        |
| Mã quốc gia di động E.212 627 | Mã ba ký tự NATO GNQ   | Mã hai ký tự NATO (lỗi thời) EK    | Mã MARC LOC EG                          |
| ID hàng hải ITU 631           | Mã ký tự ITU GNE       | Mã quốc gia FIPS EK                | Mã biển giấy phép GQ (không chính thức) |
| Tiền tố GTIN GS1 —            | Mã quốc gia UNDP EQG   | Mã quốc gia WMO GQ                 | Tiền tố callsign ITU 3CA-3CZ            |

## Eritrea
| ISO 3166-1 numeric 232        | ISO 3166-1 alpha-3 ERI | ISO 3166-1 alpha-2 ER              | Tiền tố mã sân bay ICAO HH       |
| Mã E.164 +291                 | Mã quốc gia IOC ERI    | Tên miền quốc gia cấp cao nhất .er | Tiền tố đăng ký sân bay ICAO E3- |
| Mã quốc gia di động E.212 657 | Mã ba ký tự NATO ERI   | Mã hai ký tự NATO (lỗi thời) ER    | Mã MARC LOC EA                   |
| ID hàng hải ITU 625           | Mã ký tự ITU ERI       | Mã quốc gia FIPS ER                | Mã biển giấy phép ER             |
| Tiền tố GTIN GS1 —            | Mã quốc gia UNDP ERI   | Mã quốc gia WMO E12                | Tiền tố callsign ITU E3A-E3Z     |

## Estonia
| ISO 3166-1 numeric 233        | ISO 3166-1 alpha-3 EST | ISO 3166-1 alpha-2 EE              | Tiền tố mã sân bay ICAO EE       |
| Mã E.164 +372                 | Mã quốc gia IOC EST    | Tên miền quốc gia cấp cao nhất .ee | Tiền tố đăng ký sân bay ICAO ES- |
| Mã quốc gia di động E.212 248 | Mã ba ký tự NATO EST   | Mã hai ký tự NATO (lỗi thời) EN    | Mã MARC LOC ER                   |
| ID hàng hải ITU 276           | Mã ký tự ITU EST       | Mã quốc gia FIPS EN                | Mã biển giấy phép EST            |
| Tiền tố GTIN GS1 474          | Mã quốc gia UNDP EST   | Mã quốc gia WMO EO                 | Tiền tố callsign ITU ESA-ESZ     |

## Ethiopia
| ISO 3166-1 numeric 231        | ISO 3166-1 alpha-3 ETH | ISO 3166-1 alpha-2 ET              | Tiền tố mã sân bay ICAO HA            |
| Mã E.164 +251                 | Mã quốc gia IOC ETH    | Tên miền quốc gia cấp cao nhất .et | Tiền tố đăng ký sân bay ICAO ET-      |
| Mã quốc gia di động E.212 636 | Mã ba ký tự NATO ETH   | Mã hai ký tự NATO (lỗi thời) ET    | Mã MARC LOC ET                        |
| ID hàng hải ITU 624           | Mã ký tự ITU ETH       | Mã quốc gia FIPS ET                | Mã biển giấy phép ETH                 |
| Tiền tố GTIN GS1 —            | Mã quốc gia UNDP ETH   | Mã quốc gia WMO ET                 | Tiền tố callsign ITU 9EA-9FZ, ETA-ETZ |